# Rückwirkung
Der Rechtsbegriff der Rückwirkung beschäftigt sich mit der Rechtsfrage, ob Gesetze ihre Wirkung für Zeiträume vor ihrem Inkrafttreten entfalten können. Rechtstechnisch handelt es sich um eine materielle verfassungsrechtliche Anforderung hinsichtlich des zeitlichen und gegebenenfalls räumlichen Geltungsbereichs.

## Rückwirkungsverbot
Rückwirkung würde einer der Grundbedingungen freiheitlicher Verfassungen, dem Prinzip der Rechtssicherheit der Rechtsordnung, widersprechen und ist daher grundsätzlich nicht zulässig. Jeder soll generell darauf vertrauen können, dass sein rechtmäßiges Handeln später nicht nachteilig wirkt.
Das Rückwirkungsverbot verbietet grundsätzlich, dass bei staatlichen Akten an vergangenes Handeln nun eine andere Folge geknüpft wird, d. h., es darf keine andere Strafe ausgesprochen werden als zum Zeitpunkt der strafbaren Handlung vorgesehen war. Problematisch wäre ansonsten, dass der Adressat der Norm sich zum Zeitpunkt seines ursprünglichen Verhaltens nicht auf diese Folge hätte einstellen können.
Das Rückwirkungsverbot hat seine Wurzeln im Rechtsstaatsprinzip. Der dort begründete Grundsatz des Vertrauensschutzes bedeutet Schutz des Vertrauens in die Beständigkeit und Nachhaltigkeit der Gesetze. Wer von einem Gesetz betroffen ist, kann auf die Geltung der Vorschrift vertrauen.
Eine Ausnahme kommt in folgenden Fällen in Betracht:
- wenn das Vertrauen des Bürgers nicht schutzwürdig ist, er also mit einer Neuregelung rechnen musste;
- wenn er berechtigterweise überhaupt nicht vertrauen durfte,
- wenn er mit der Neuregelung ausschließlich besser gestellt ist,
- wenn zwingende Gründe des Gemeinwohls die Rückwirkung erfordern,
- wenn ein nichtiges Gesetz durch eine neue Regelung ersetzt wird oder
- wenn die bisherige Rechtslage unklar ist.

Dieser Grundsatz ist ausdrücklich in einer Vielzahl völkerrechtlicher Verträge niedergelegt, etwa in Art. 7 der Europäischen Menschenrechtskonvention, in Artikel 9 der Amerikanischen Menschenrechtskonvention und in Artikel 15 des Internationalen Paktes über bürgerliche und politische Rechte. Auch in nationalen Rechtsquellen ist der Grundsatz verankert. In Deutschland ist er im Art. 103 Abs. 2 Grundgesetz geregelt und wird in § 1 StGB nochmals aufgegriffen. Im Steuerrecht oder Verwaltungsrecht dürfte eine Rückwirkung regelmäßig problematisch sein (nullum tributum sine lege).

## Begriffliche Einordnung
Das Bundesverfassungsgericht hat die Unterscheidung zwischen echter und unechter Rückwirkung geprägt. Begrifflich unterscheidet der 1. Senat echte und die unechte Rückwirkung. Demgegenüber verwendet der 2. Senat seit Jahren diese beiden Begriffe nicht mehr. Er unterscheidet vielmehr zwischen Rückbewirkung von Rechtsfolgen und einer vom Rückwirkungsbegriff unabhängigen tatbestandlichen Rückanknüpfung.
Die Frage einer hinreichend langen Legisvakanz ist hingegen zukunftsbezogen und betrifft den Zeitraum, der zwischen der Verkündung und dem Inkrafttreten vergeht.

### Echte Rückwirkung
Die echte Rückwirkung tritt ein, wenn der Beginn des zeitlichen Anwendungsbereichs eines Gesetzes auf einen Zeitpunkt festgelegt ist, der vor dem Zeitpunkt liegt, zu dem das Gesetz gültig wird. Hierbei findet ein nachträglich ändernder Eingriff in einen abgeschlossenen, der Vergangenheit angehörigen Sachverhalt statt. Eine echte Rückwirkung würde einer der Grundbedingungen freiheitlicher Verfassungen, dem Prinzip der Verlässlichkeit der Rechtsordnung (Rechtssicherheit), widersprechen und ist daher nicht zulässig. Grundsätzlich muss jeder darauf vertrauen können, dass ihm ein rechtmäßiges Handeln nicht zu einem späteren Zeitpunkt nachteilig angelastet wird (Vertrauensschutz).
Ausnahmen werden jedoch gemacht, wenn
- das Vertrauen des Bürgers nicht schutzwürdig ist, er also mit einer Neuregelung rechnen musste,
- ein nichtiges Gesetz durch eine neue Regelung ersetzt wird,
- zwingende Gründe des Gemeinwohls die Rückwirkung erfordern,
- ein nur formell verfassungswidriges Gesetz formell ordnungsgemäß mit Rückwirkung neu beschlossen wird
- oder aber die bisherige Gesetzeslage unklar und verworren ist.

Im letzten Fall kann ein schutzwürdiges Vertrauen von vornherein nicht bestanden haben.

### Rückbewirkung von Rechtsfolgen
Die Rechtsfolgen einer Norm sollen für einen bestimmten Zeitraum eintreten, der vor der Verkündung liegt (zeitlicher Anwendungsbereich). Grundsatz und Ausnahmen bestimmt der 2. Senat aber wie der 1. Senat bei der echten Rückwirkung.

### Unechte Rückwirkung
Bei der unechten Rückwirkung treten die Rechtsfolgen eines Gesetzes erst nach Verkündung der Norm ein, ihr Tatbestand erfasst aber Sachverhalte, die bereits vor der Verkündung „ins Werk gesetzt wurden“. Die Regelungen knüpfen in dieser Variante an gegenwärtige, noch nicht abgeschlossene Sachverhalte mit Rechtsfolgen für die Zukunft an, wodurch die betroffene, in der Vergangenheit erworbene Rechtsposition dann nachträglich entwertet wird.
Sofern die unechte Rückwirkung grundsätzlich möglich ist, ist bei einer Interessen- und Güterabwägung unter Berücksichtigung des Vertrauensschutzes, der Grundrechte und vom Sinn und Zweck des Gesetzes durch z. B. Übergangsregelungen dem Betroffenen Vertrauensschutz dann zu gewähren, wenn sein schutzwürdiges Vertrauen auf den bisherigen Rechtszustand überwiegt.

### Tatbestandliche Rückanknüpfung
Für künftige Rechtsfolgen knüpft eine Norm in ihrem Tatbestand an Umstände aus der Zeit vor Verkündung der Norm an (sachlicher Anwendungsbereich). Grundsatz und Ausnahmen bestimmt der 2. Senat aber auch hier wie der 1. Senat bei der unechten Rückwirkung.

## Rückwirkung im Strafrecht
Das strafrechtliche Rückwirkungsverbot (Nulla poena sine lege praevia) ist in Art. 103 Abs. 2 GG verankert und ist einfachgesetzlich im intertemporalen Strafanwendungsrecht ausgestaltet (§ 1, § 2 StGB). Dabei ist heute einhellige Ansicht, dass Art. 103 Abs. 2 GG nicht nur eine rückwirkende Begründung der Strafbarkeit verbietet (so noch vom Reichsgericht hinsichtlich des fast identischen Art. 116 WRV angenommen), sondern auch deren Schärfung.
Im deutschen Strafrecht gibt es vom Rückwirkungsverbot keine Ausnahmen (§ 1 StGB). Das Bundesverfassungsgericht hatte bezüglich der Mauerschützenprozesse jedoch entschieden, dass das Rückwirkungsverbot nicht gilt, wenn ein Gesetz für den Bereich „schwersten kriminellen Unrechts“ die Strafbarkeit ausschließt. Es beruft sich dabei auf die Radbruchsche Formel.

## Rückwirkung im Verwaltungsrecht
Im Verwaltungsrecht begegnet man oftmals der Rückwirkung von Verwaltungsakten. So wirkt die Rücknahme (§ 48 VwVfG) eines rechtswidrigen Verwaltungsakts entweder auf den Zeitpunkt zurück, in dem er erlassen und wirksam wurde (ex tunc) oder er verliert seine Wirkung für die Zukunft (ex nunc) (§ 48 Abs. 1 Satz 1 VwVfG). Indessen gilt der Widerruf eines rechtmäßigen Verwaltungsakts (§ 49 VwVfG) i. d. R. nur für die Zukunft. Auch hier kann aber ein Verwaltungsakt, bei Geld bzw. Sachleistungen unter bestimmten Voraussetzungen, für die Vergangenheit widerrufen werden (§ 49 Abs. 3 VwVfG).
Es ist darauf hinzuweisen, dass am 7. Juli 2010 eine in diesem Zusammenhang bedeutende Entscheidung des Bundesverfassungsgerichts (Spekulationsfrist bei Verkauf von Grundstücken und Anteilen an Unternehmen sowie Besteuerung von Abfindungen und ähnliche Entschädigungen) getroffen wurde. Danach kann die nachträgliche Besteuerung von „bereits entstandenen, steuerfrei erworbenen Wertzuwächsen“ nicht durch „die bloße Absicht, staatliche Mehreinkünfte zu erzielen“, gerechtfertigt werden. Damit wurde dem Vertrauensschutz Vorrang vor rückwirkenden Verschärfungen eingeräumt. Wertsteigerungen, die also vor Einführung des neuen Gesetzes bereits steuerfrei vereinnahmt wurden oder hätten vereinnahmt werden können, dürfen nicht rückwirkend der Besteuerung unterworfen werden.

## International

### Rückwirkung im Völkerrecht
Eine besondere Rolle spielt die Rückwirkung von Gesetzen im Völkerrecht. Laut Art. 7 Abs. 2 der Europäischen Menschenrechtskonvention wird durch das Rückwirkungsverbot nicht ausgeschlossen, „dass jemand wegen einer Handlung oder Unterlassung verurteilt oder bestraft wird, die zur Zeit ihrer Begehung nach den von den zivilisierten Völkern anerkannten allgemeinen Rechtsgrundsätzen strafbar war.“ Dazu zählen beispielsweise Völkermord oder Verbrechen gegen die Menschlichkeit. Auf dieser rechtlichen Basis ist beispielsweise die Bestrafung von Diktatoren möglich.

### Schweiz
In der Schweizer Verfassung gibt es, entgegen der Situation in fast allen anderen rechtsstaatlichen Ländern, kein Verbot von Rückwirkung, weder von unechter noch von echter. Dies liegt darin begründet, dass die Rolle von Volksinitiativen verfassungsrechtlich höher gestellt ist. Daher ist es im Rahmen einer solchen möglich, ein Gesetz in der Verfassung zu verankern, welches rückwirkend gültig ist und auch bereits abgeschlossene Fälle betrifft. Ausgenommen davon sind die Belange, die in der Schweizer Verfassung noch höher stehen, im Grunde nur die Europäische Menschenrechtskonvention (EMRK). Ein Beispiel für eine rückwirkende Gesetzesänderung in der Schweiz stellte die (2015 abgelehnte) Erbschaftssteuerinitiative dar, welche die Besteuerung von Erben nachträglich ab 2012 anpassen sollte. Anträge an die Regierung, diese Rechtsunsicherheit zu beseitigen, wurden vom Parlament mit Hinweis auf den Volkswillen abgelehnt.